# Лібія руандійська
Лібія руандійська (Lybius rubrifacies) — вид дятлоподібних птахів родини лібійних (Lybiidae).

## Поширення
Вид поширений вздовж західного узбережжя озера Вікторія. Трапляється на півдні Уганди, в Руанді та Бурунді, на північному заході Танзанії. Мешкає у савані.

## Опис
Дрібний птах, завдовжки 17 см. Це пухкий птах, з короткою шиєю, великою головою і коротким хвостом. Оперення чорне, лише крила з жовтими прожилками, а лицьова частина голови червона.

## Спосіб життя
Трапляється групами з 2-6 птахів. Живиться комахами і плодами. Сезон розмноження триває у квітні-липні. Гніздиться у дуплах дерев. Відкладає два-чотири яйця. Інкубація триває 12-15 днів.